# Busenberg (Nadrenia-Palatynat)
Busenberg – miejscowość i gmina w Niemczech, w kraju związkowym Nadrenia-Palatynat, w powiecie Südwestpfalz, wchodzi w skład gminy związkowej Dahner Felsenland.

## Galeria obrazów

Busenberg
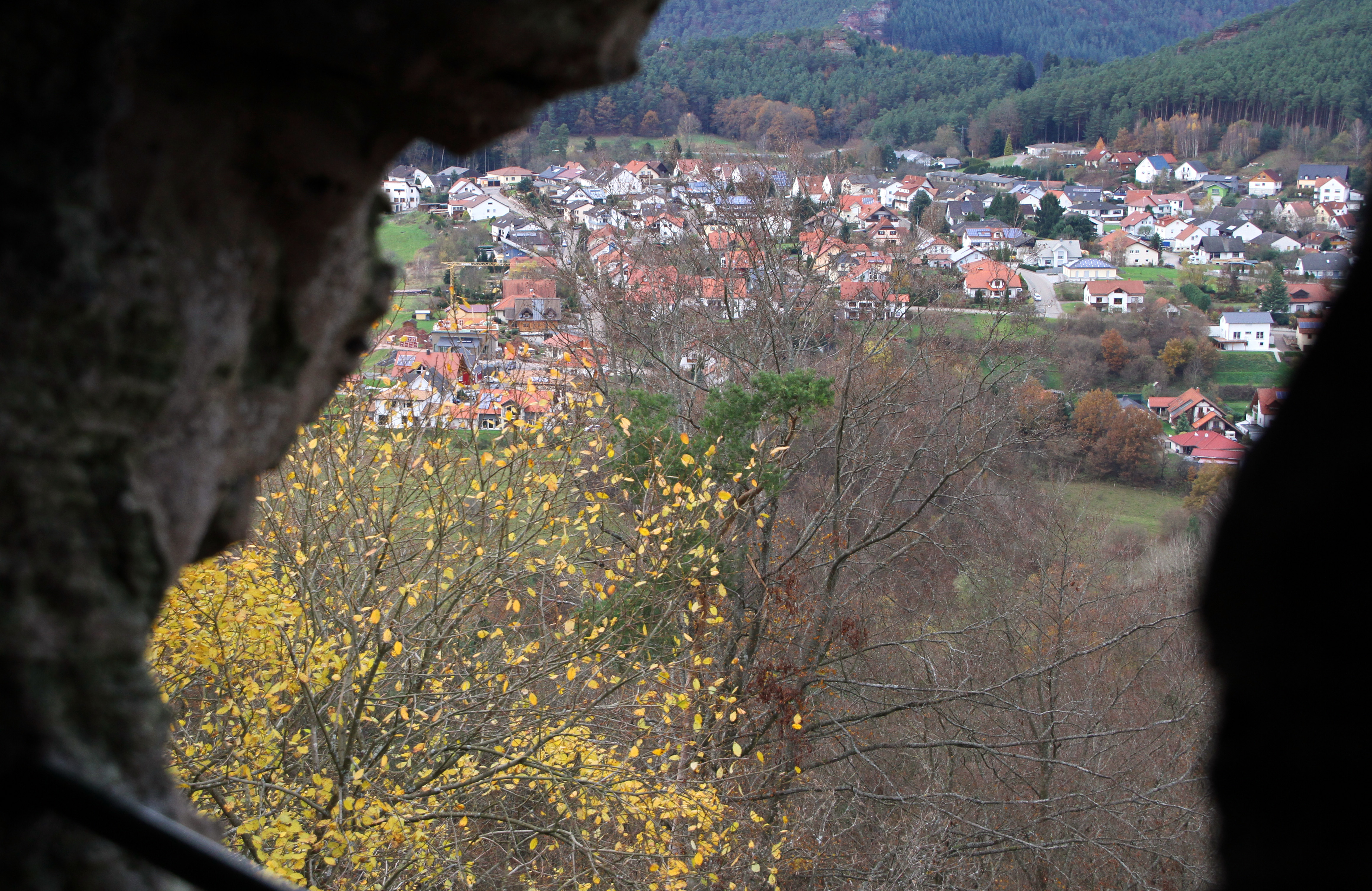
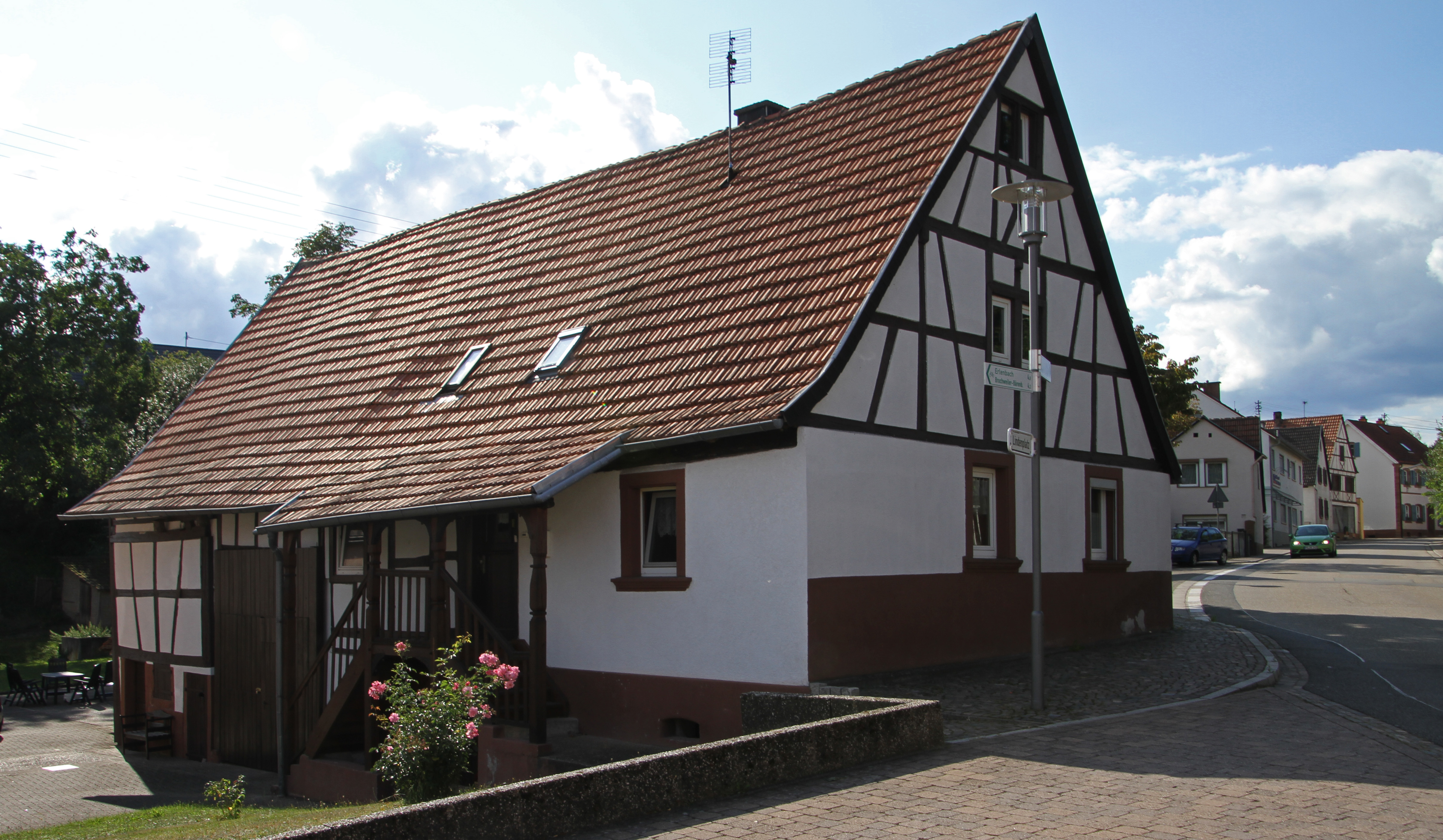
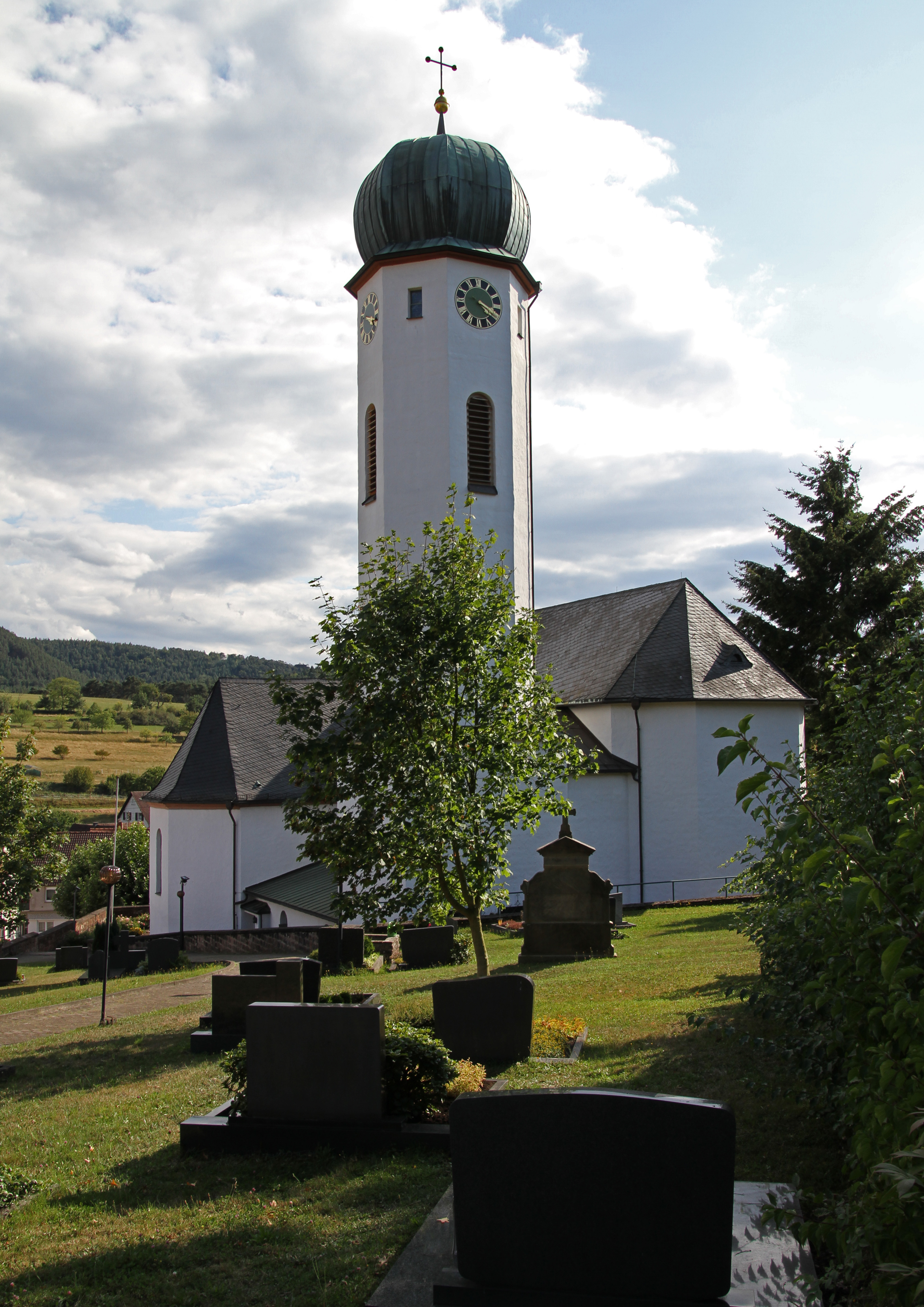
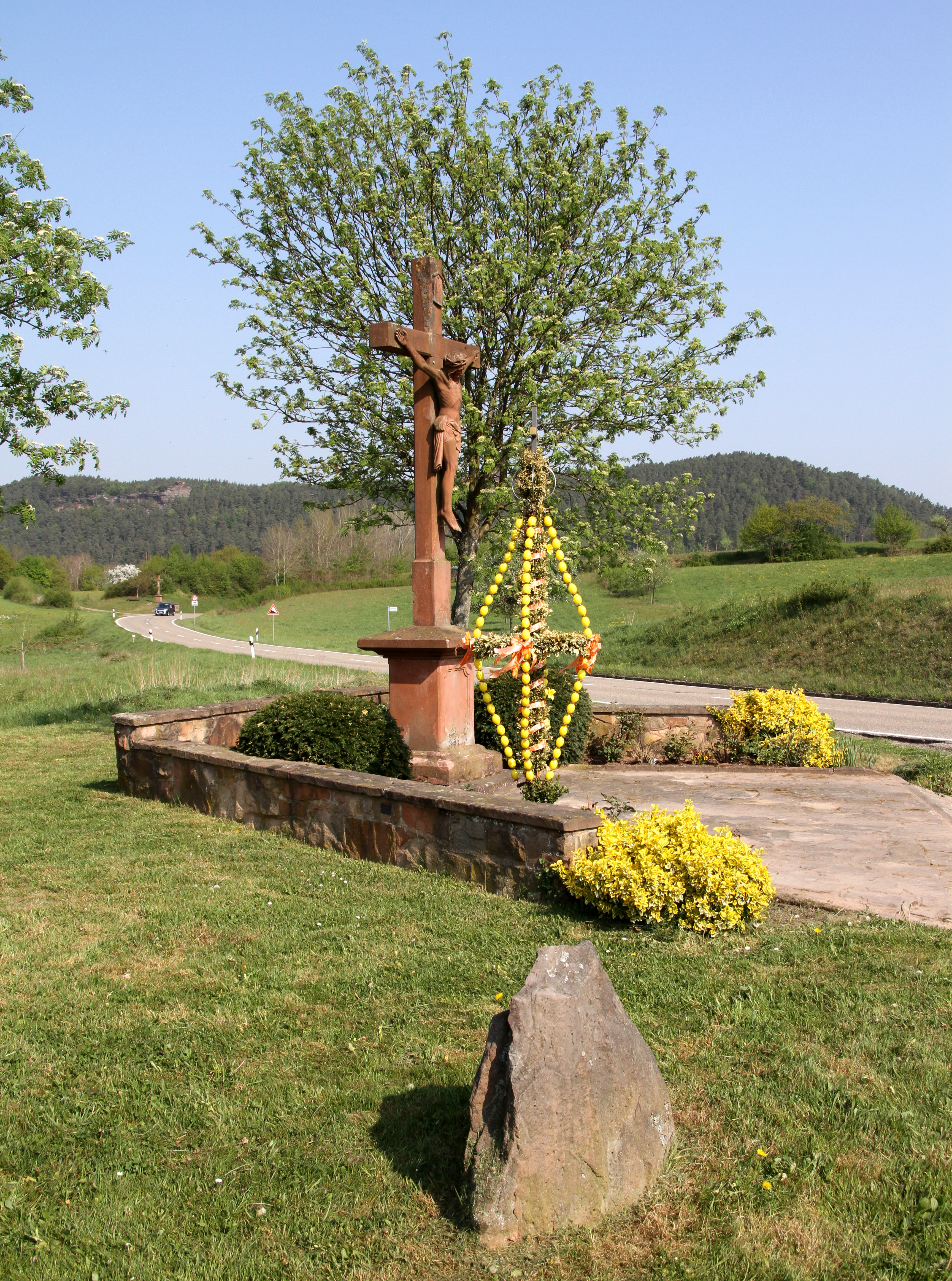
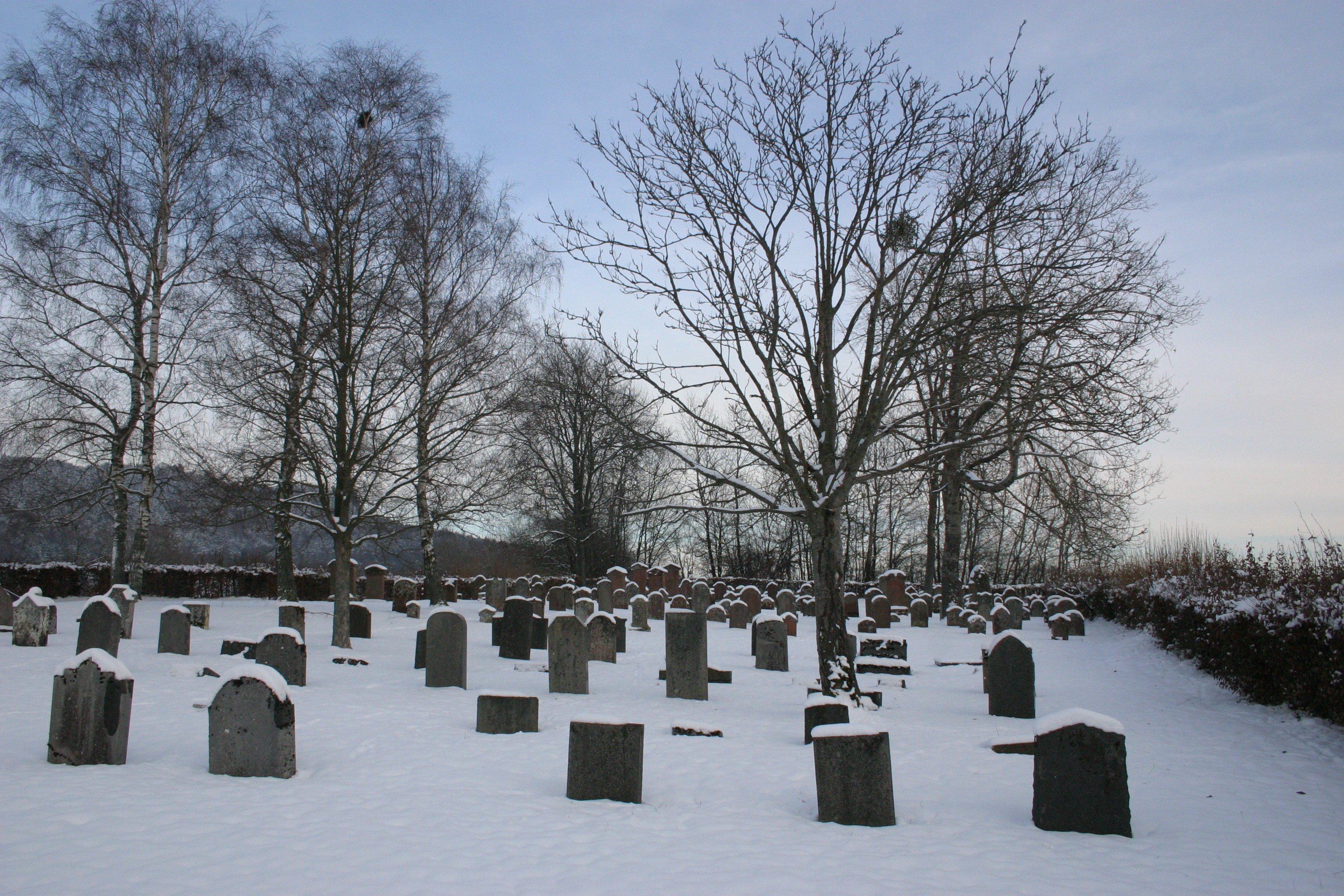
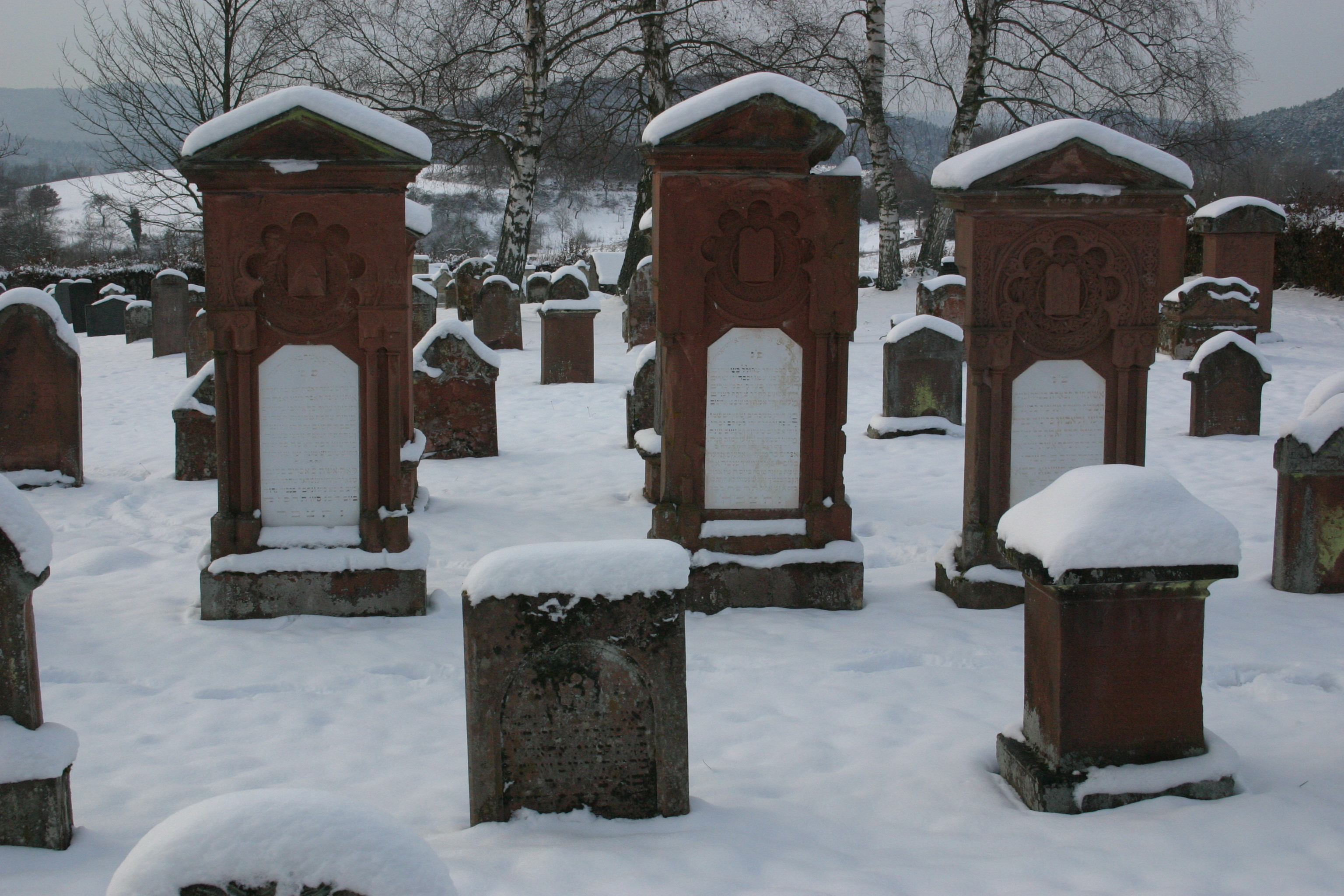
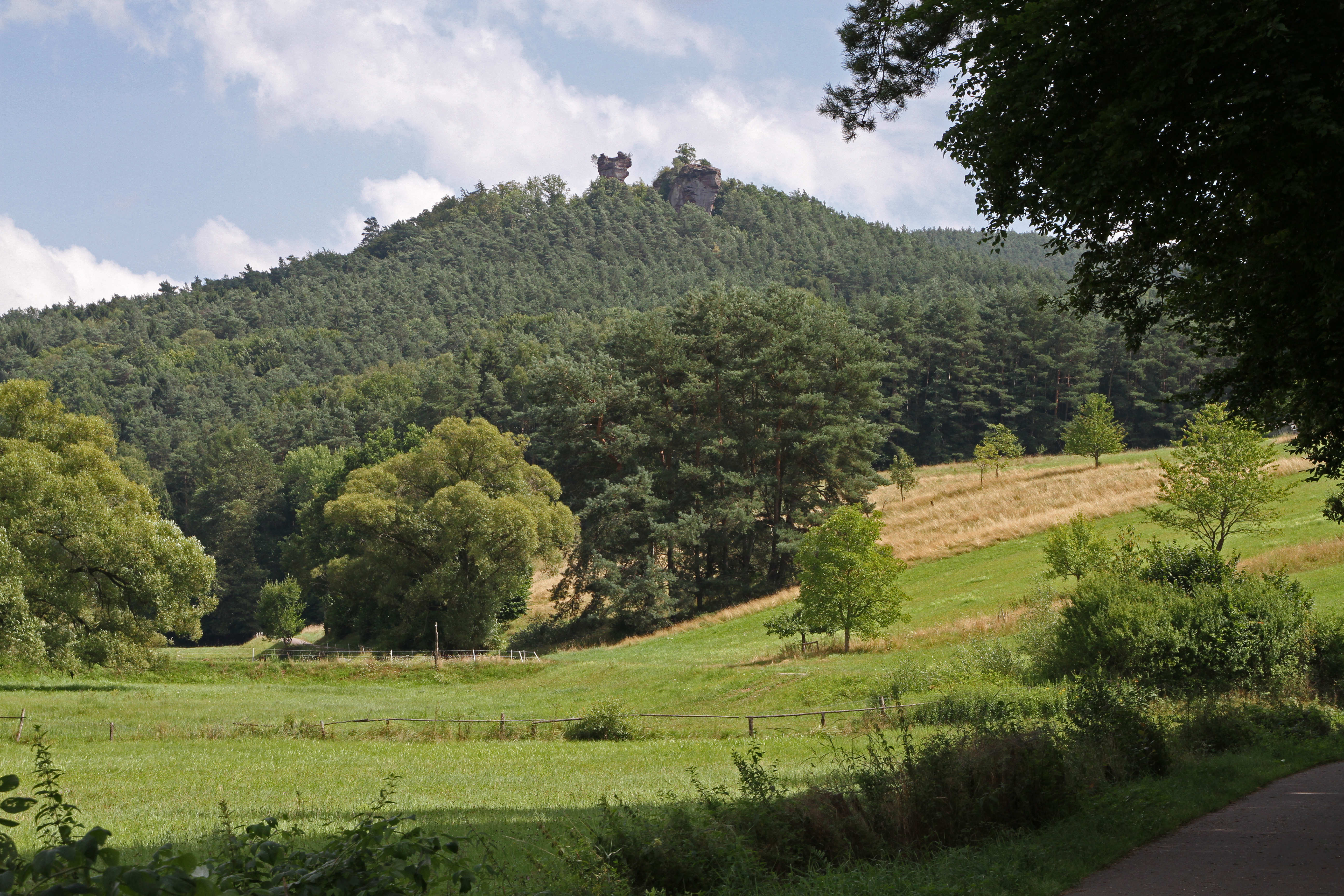
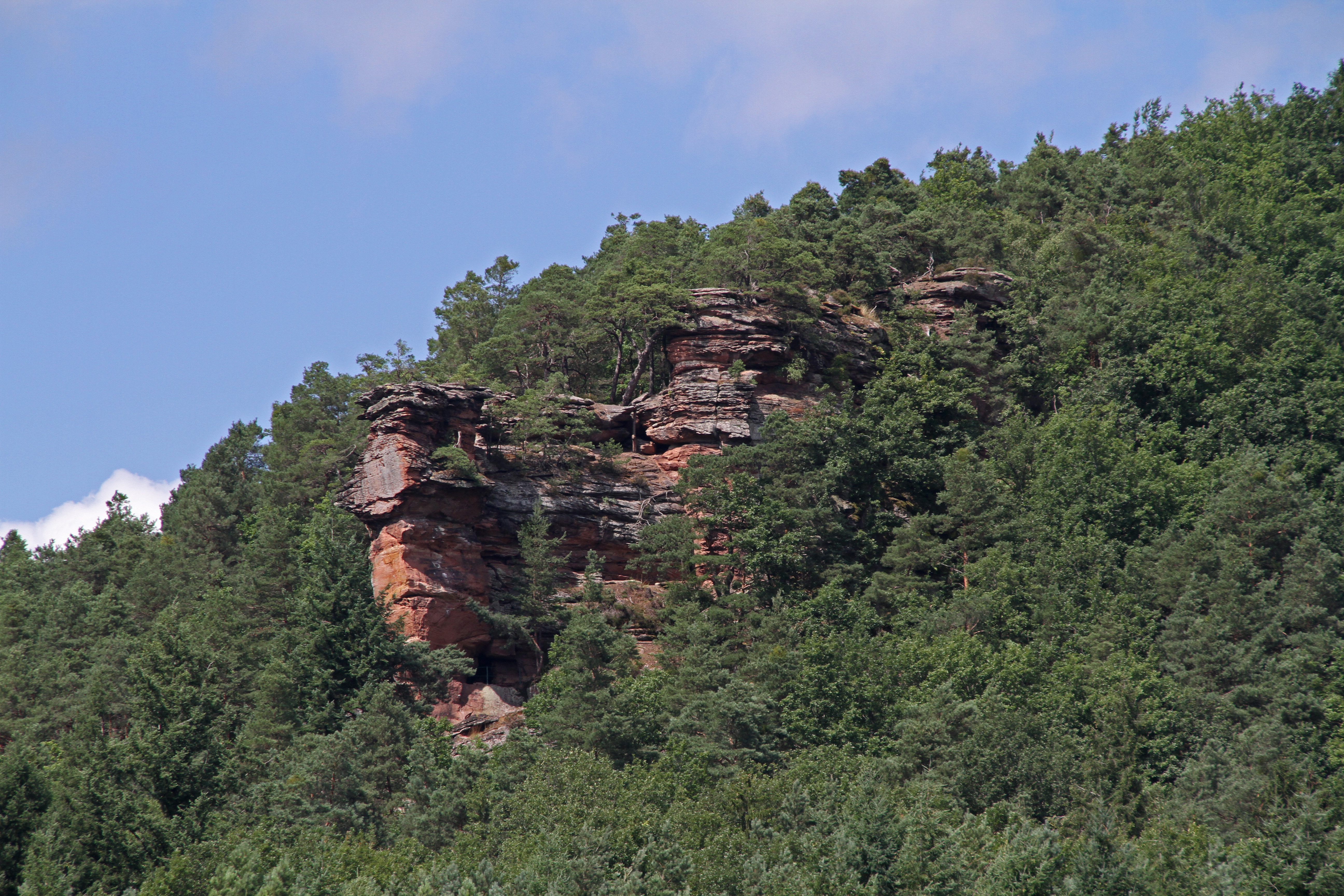